# 刻紋海蜷
刻紋海蜷（学名：Terebralia sulcata），又名溝紋筍光螺，为海蜷螺科泥海蜷屬下的一个种海螺，是一種腹足綱的軟體動物。
海蜷螺科舊屬中腹足目，今屬吸螺類。

## 分佈
馬來西亞、越南、紅海及馬達加斯加。

## 簡述

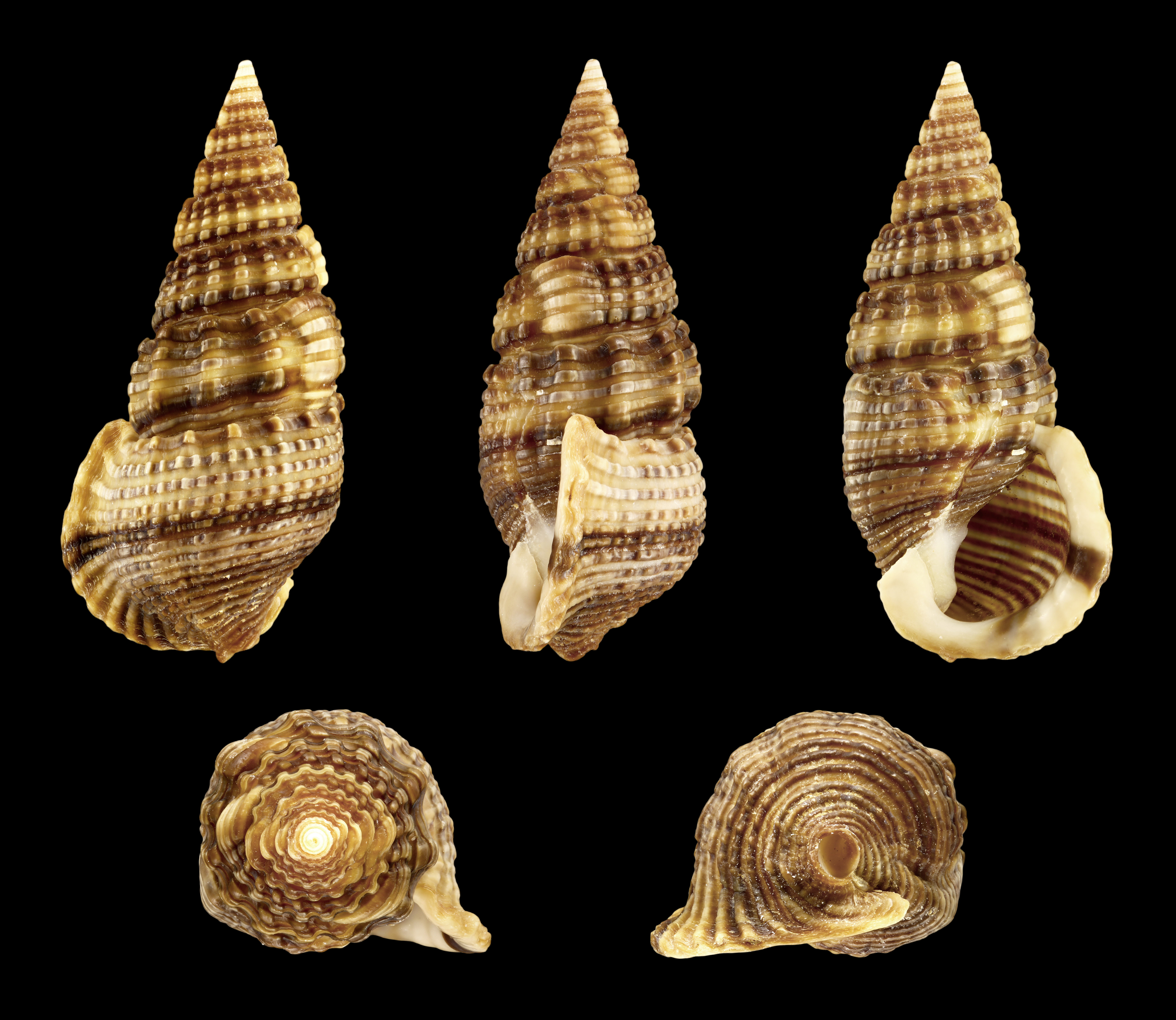
本物種的外殼

外殼紅棕色，長約50 mm。本物種的一大明顥特徵，是其殼的頭部有一個圓孔：這個圓孔其實是牠們的虹吸管道，但這開口會隨甲 殼的不斷生長而被逐漸密封。

## 生態

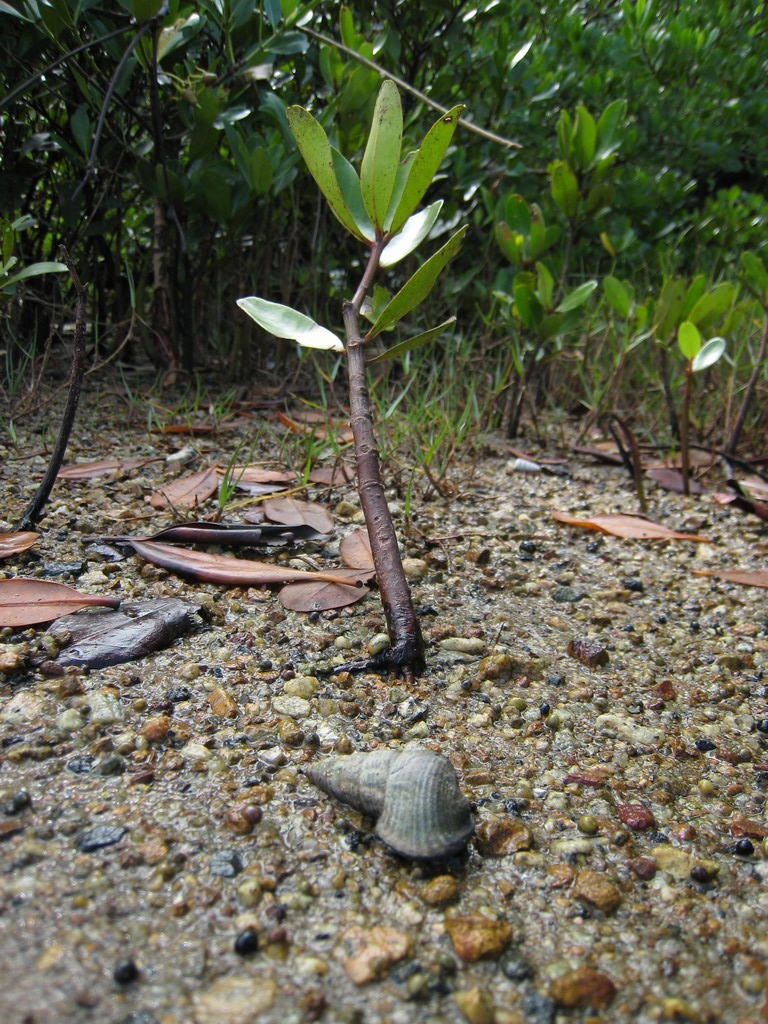
本物種的棲息地都在紅樹林

本物種的棲息地幾乎都在紅樹林。牠們是香港的泥海蜷的主要物種。

## 外部連結
- 刻紋海蜷在NCBI的頁面連結